# Pigerins
Els pigerins (Pygaerinae) són una subfamília de lepidòpters ditrisis de la família dels notodòntids (Notodontidae).

## Gèneres
- Allata
- Caschara
- Clostera
- Coscodaca
- Ginshachia
- Gonoclostera
- Gluphisia
- Metaschalis
- Micromelalopha
- Pterotes
- Pygaera
- Rhegmatophila
- Rosama
- Spatalia

## Galeria

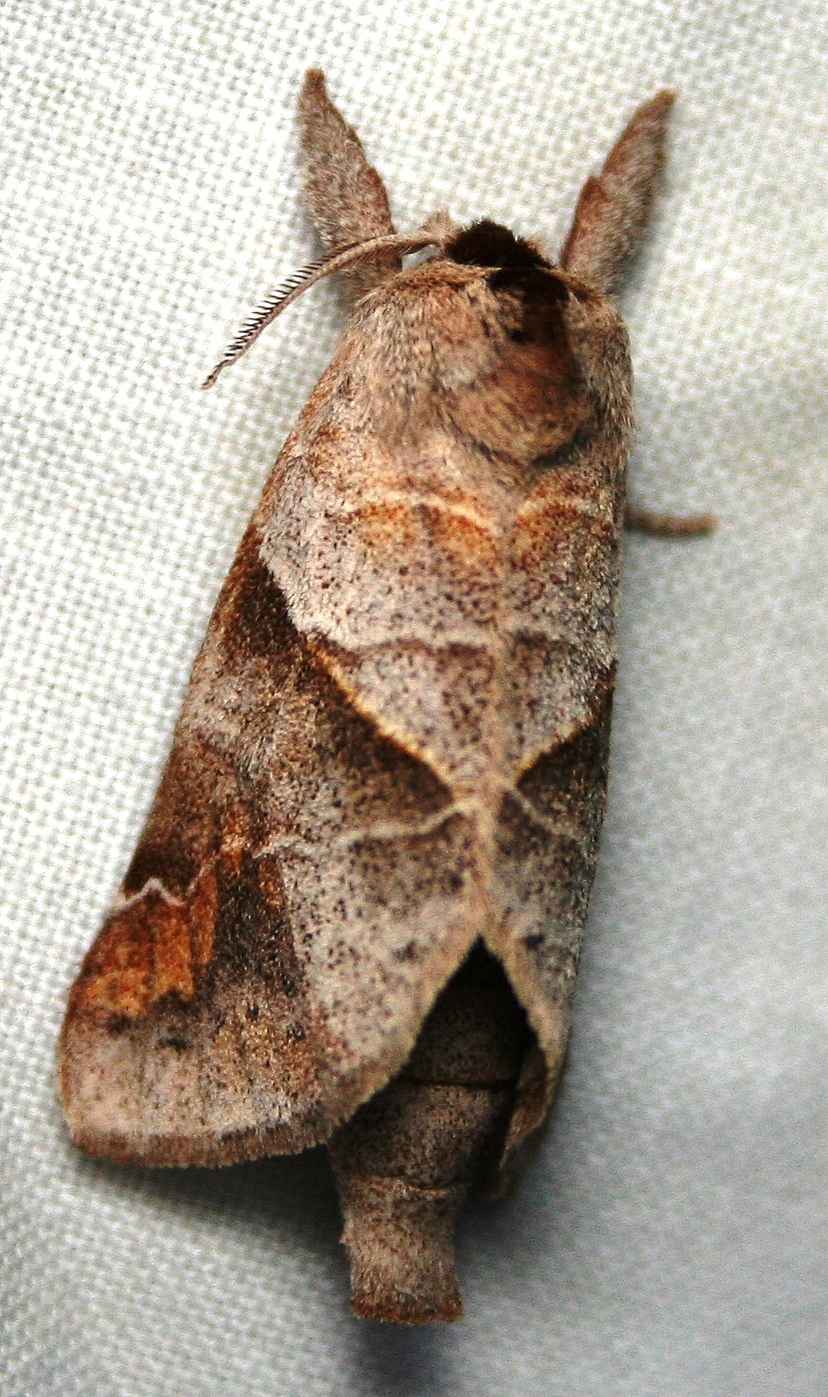
Clostera albosigma
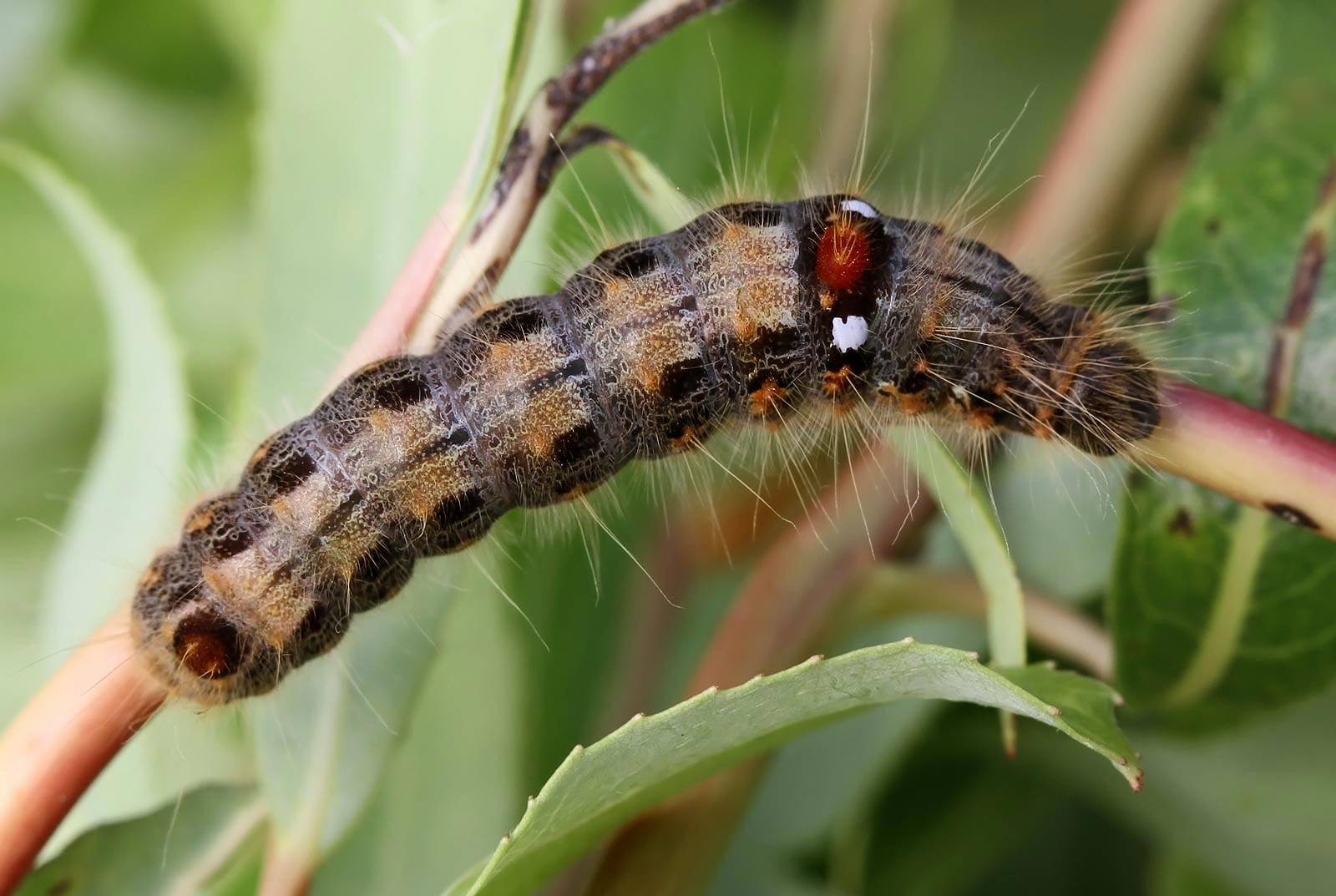
Clostera anachoreta larva
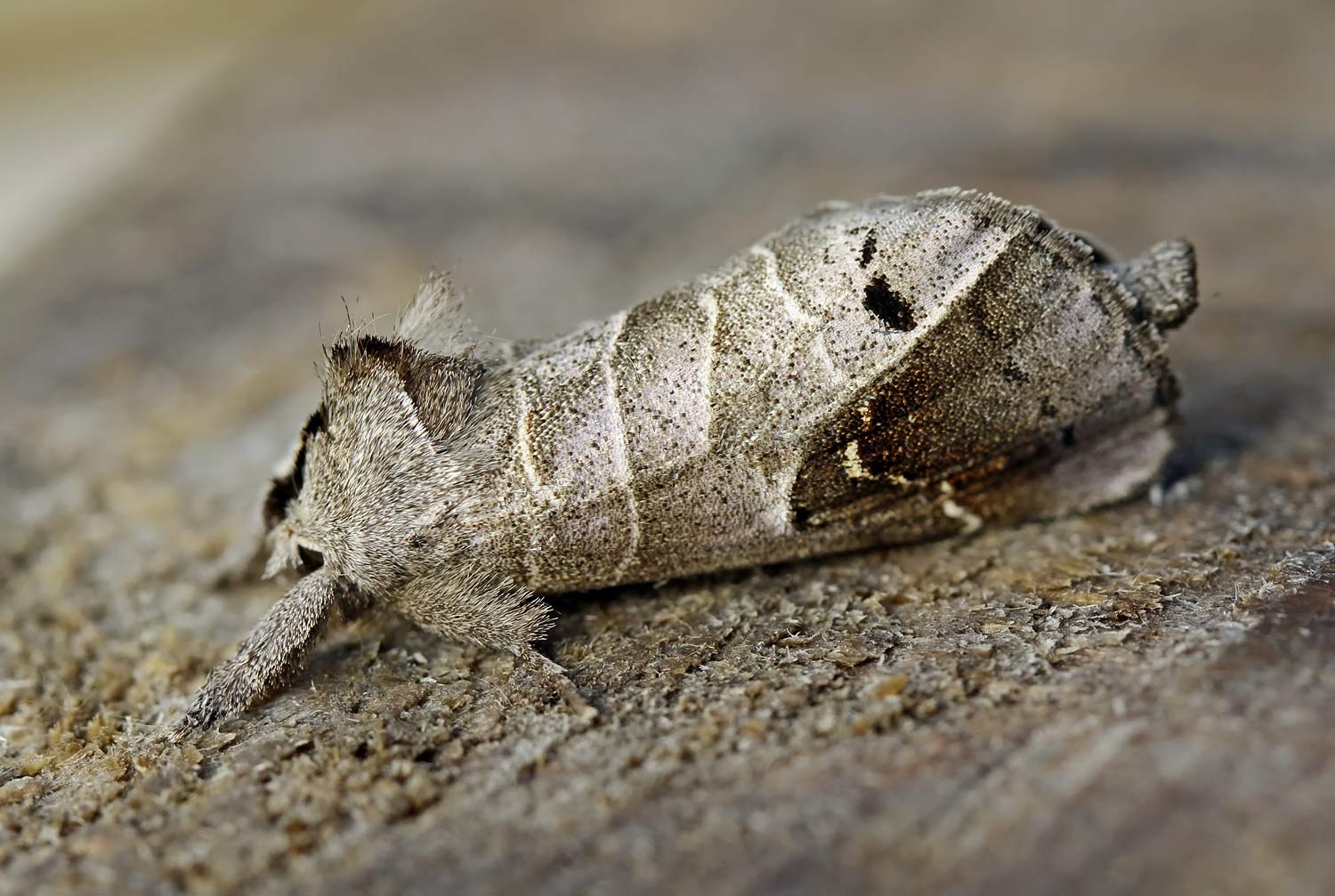
Clostera anachoreta
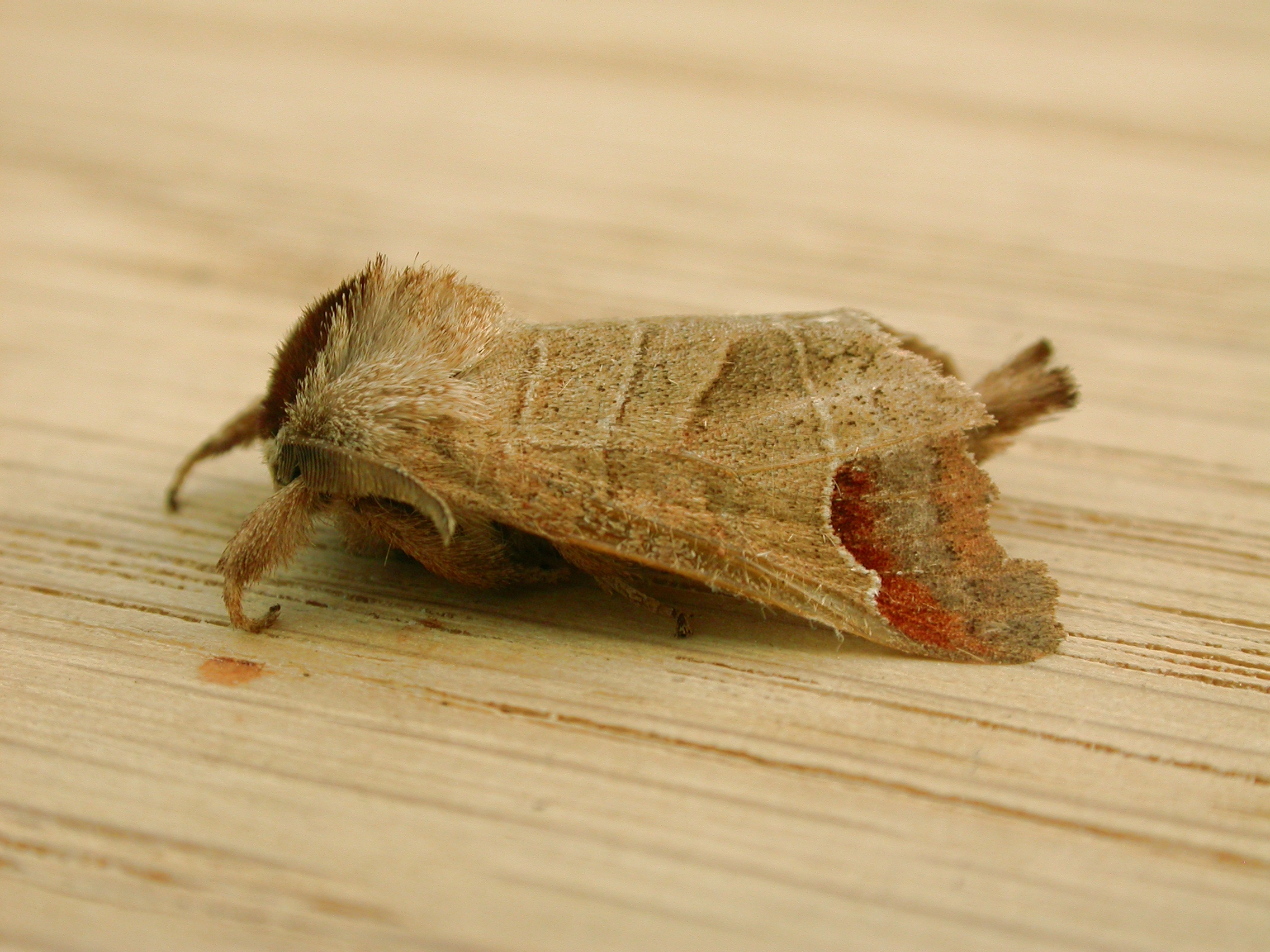
Clostera curtula
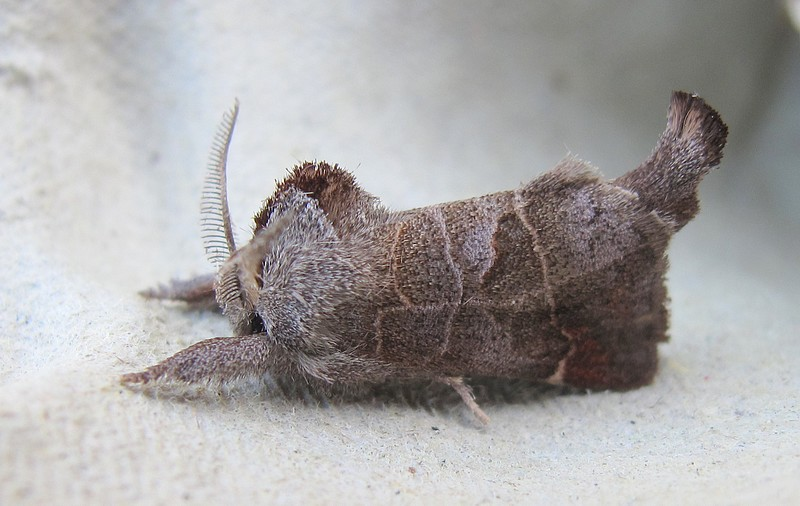
Clostera pigra